# Formula 1 – sezona 1976.
| FIA Svjetsko automobilističko prvenstvo 1976. | FIA Svjetsko automobilističko prvenstvo 1976. |
|                                               | Prvak                                         |
| --------------------------------------------- | --------------------------------------------- |
| Vozač                                         | James Hunt (McLaren-Ford)                     |
| Konstruktor                                   | Ferrari                                       |
| Prethodna sezona                              | Sljedeća sezona                               |
| 1975.                                         | 1977.                                         |
| Europska Formula 2 – sezona 1976.             |                                               |

Formula 1 - sezona 1976. je bila 27. sezona u prvenstvu Formule 1. Vozilo se 16 utrka u periodu od 25. siječnja do 24. listopada 1976. godine, a prvak je postao James Hunt u bolidu McLaren. Konstruktorski naslov je osvojio Ferrari. Ovo je bila prva sezona u Formuli 1 za Gunnara Nilssona.

## Sažetak sezone
James Hunt osvojio je svoj prvi i jedini naslov svjetskog prvaka, dok je Ferrari osvojio četvrti konstruktorski naslov u Formuli 1. Niki Lauda je bio vodeći vozač u ukupnom poretku, kada je na Nordschleifeu na VN Njemačke doživio tešku nesreću nakon što je izletio sa staze i udario u zaštitnu ogradu nakon čega se njegov bolid zapalio. Kao posljedica toga, Lauda nije nastupao na Österreichringu i Zandvoortu.  
Na Silverstoneu na VN Velike Britanije, u prvom zavoju, došlo je do sudara Ferrarijevih vozača Laude i Regazzonija. Utrka je prekinuta, nakon čega je uslijedio drugi start. Hunt je pobijedio, no FIA je nakon što je razmotrila Ferrarijevu žalbu, u rujnu diskvalificirala Hunta, te pobjedu dodijelila Laudi. Naime, Hunt je sudjelovao u sudaru kod prvog starta te nakon toga nije s bolidom odvozio puni krug i vratio se na start, nego je do starta išao skraćenim stazama Silverstonea. Regazzoni i Laffite također su bili diskvalificirani.
Prvi put je VN Japana bila dio kalendara Formule 1. U Fujiju se vozila zadnja utrka ove sezone. Lauda je došao s 3 boda prednosti ispred Hunta. Jaka kiša obilježila je utrku. Lauda je u 2. krugu ušao u boks, te odustao od utrke navodeći da su uvjeti na stazi preopasni za nastavak vožnje. Mario Andretti je pobijedio u utrci, prvi put nakon VN Južne Afrike 1971., dok je Hunt završio na 3. mjestu, osvojio 4 boda, te postao prvak.
John Watson ostvario je svoju prvu pobjedu na VN Austrije za američku momčad Penske, jedinu pobjedu za tu momčad u Formuli 1. 

## Vozači i konstruktori
| Konstruktor        | Momčad / Sudionik                                                  | Šasija                                | Motor                     | Gume | Br. | Vozač                    | Utrke            |
| ------------------ | ------------------------------------------------------------------ | ------------------------------------- | ------------------------- | ---- | --- | ------------------------ | ---------------- |
| Ferrari            | Scuderia Ferrari                                                   | Ferrari 312T Ferrari 312T2            | Ferrari 015 3.0 F12       | G    | 1   | Niki Lauda               | 1–10, 13–16      |
| Ferrari            | Scuderia Ferrari                                                   | Ferrari 312T Ferrari 312T2            | Ferrari 015 3.0 F12       | G    | 2   | Clay Regazzoni           | 1–10, 12–16      |
| Ferrari            | Scuderia Ferrari                                                   | Ferrari 312T Ferrari 312T2            | Ferrari 015 3.0 F12       | G    | 35  | Carlos Reutemann         | 13               |
| Tyrrell-Ford       | Elf Team Tyrrell                                                   | Tyrrell 007 Tyrrell P34               | Ford Cosworth DFV 3.0 V8  | G    | 3   | Jody Scheckter           | Sve              |
| Tyrrell-Ford       | Elf Team Tyrrell                                                   | Tyrrell 007 Tyrrell P34               | Ford Cosworth DFV 3.0 V8  | G    | 4   | Patrick Depailler        | Sve              |
| Tyrrell-Ford       | Lexington Racing                                                   | Tyrrell 007                           | Ford Cosworth DFV 3.0 V8  | G    | 15  | Ian Scheckter            | 2                |
| Tyrrell-Ford       | Scuderia Gulf Rondini                                              | Tyrrell 007                           | Ford Cosworth DFV 3.0 V8  | G    | 37  | Alessandro Pesenti-Rossi | 10–13            |
| Tyrrell-Ford       | Scuderia Gulf Rondini                                              | Tyrrell 007                           | Ford Cosworth DFV 3.0 V8  | G    | 39  | Alessandro Pesenti-Rossi | 10–13            |
| Tyrrell-Ford       | Scuderia Gulf Rondini                                              | Tyrrell 007                           | Ford Cosworth DFV 3.0 V8  | G    | 40  | Alessandro Pesenti-Rossi | 10–13            |
| Tyrrell-Ford       | ÖASC Racing Team                                                   | Tyrrell 007                           | Ford Cosworth DFV 3.0 V8  | G    | 39  | Otto Stuppacher          | 13–15            |
| Tyrrell-Ford       | Heros Racing                                                       | Tyrrell 007                           | Ford Cosworth DFV 3.0 V8  | B    | 52  | Kazuyoshi Hoshino        | 16               |
| Lotus-Ford         | John Player Team Lotus                                             | Lotus 77                              | Ford Cosworth DFV 3.0 V8  | G    | 5   | Ronnie Peterson          | 1                |
| Lotus-Ford         | John Player Team Lotus                                             | Lotus 77                              | Ford Cosworth DFV 3.0 V8  | G    | 5   | Bob Evans                | 2–3              |
| Lotus-Ford         | John Player Team Lotus                                             | Lotus 77                              | Ford Cosworth DFV 3.0 V8  | G    | 5   | Mario Andretti           | 4–5, 7–16        |
| Lotus-Ford         | John Player Team Lotus                                             | Lotus 77                              | Ford Cosworth DFV 3.0 V8  | G    | 6   | Mario Andretti           | 1                |
| Lotus-Ford         | John Player Team Lotus                                             | Lotus 77                              | Ford Cosworth DFV 3.0 V8  | G    | 6   | Gunnar Nilsson           | 2–16             |
| Brabham-Ford       | Martini Racing                                                     | Brabham BT45                          | Alfa Romeo 115-12 3.0 F12 | G    | 7   | Carlos Reutemann         | 1–12             |
| Brabham-Ford       | Martini Racing                                                     | Brabham BT45                          | Alfa Romeo 115-12 3.0 F12 | G    | 7   | Rolf Stommelen           | 13               |
| Brabham-Ford       | Martini Racing                                                     | Brabham BT45                          | Alfa Romeo 115-12 3.0 F12 | G    | 7   | Larry Perkins            | 14–16            |
| Brabham-Ford       | Martini Racing                                                     | Brabham BT45                          | Alfa Romeo 115-12 3.0 F12 | G    | 8   | Carlos Pace              | Sve              |
| Brabham-Ford       | Martini Racing                                                     | Brabham BT45                          | Alfa Romeo 115-12 3.0 F12 | G    | 77  | Rolf Stommelen           | 10               |
| Brabham-Ford       | RAM Racing                                                         | Brabham BT44B                         | Ford Cosworth DFV 3.0 V8  | G    | 32  | Loris Kessel             | 4–5, 7–8, 11     |
| Brabham-Ford       | RAM Racing                                                         | Brabham BT44B                         | Ford Cosworth DFV 3.0 V8  | G    | 32  | Bob Evans                | 9                |
| Brabham-Ford       | RAM Racing                                                         | Brabham BT44B                         | Ford Cosworth DFV 3.0 V8  | G    | 33  | Emilio de Villota        | 4                |
| Brabham-Ford       | RAM Racing                                                         | Brabham BT44B                         | Ford Cosworth DFV 3.0 V8  | G    | 33  | Patrick Nève             | 5                |
| Brabham-Ford       | RAM Racing                                                         | Brabham BT44B                         | Ford Cosworth DFV 3.0 V8  | G    | 33  | Jac Nellemann            | 7                |
| Brabham-Ford       | RAM Racing                                                         | Brabham BT44B                         | Ford Cosworth DFV 3.0 V8  | G    | 33  | Damien Magee             | 8                |
| Brabham-Ford       | RAM Racing                                                         | Brabham BT44B                         | Ford Cosworth DFV 3.0 V8  | G    | 33  | Lella Lombardi           | 9-11             |
| March-Ford         | Beta Team March March Engineering Ovoro Team March Theodore Racing | March 761                             | Ford Cosworth DFV 3.0 V8  | G    | 9   | Vittorio Brambilla       | Sve              |
| March-Ford         | Beta Team March March Engineering Ovoro Team March Theodore Racing | March 761                             | Ford Cosworth DFV 3.0 V8  | G    | 10  | Lella Lombardi           | 1                |
| March-Ford         | Beta Team March March Engineering Ovoro Team March Theodore Racing | March 761                             | Ford Cosworth DFV 3.0 V8  | G    | 10  | Ronnie Peterson          | 2–16             |
| March-Ford         | Beta Team March March Engineering Ovoro Team March Theodore Racing | March 761                             | Ford Cosworth DFV 3.0 V8  | G    | 34  | Hans-Joachim Stuck       | Sve              |
| March-Ford         | Beta Team March March Engineering Ovoro Team March Theodore Racing | March 761                             | Ford Cosworth DFV 3.0 V8  | G    | 35  | Arturo Merzario          | 3–9              |
| McLaren-Ford       | Marlboro Team McLaren                                              | McLaren M23 McLaren M26               | Ford Cosworth DFV 3.0 V8  | G    | 11  | James Hunt               | Sve              |
| McLaren-Ford       | Marlboro Team McLaren                                              | McLaren M23 McLaren M26               | Ford Cosworth DFV 3.0 V8  | G    | 12  | Jochen Mass              | Sve              |
| BRM                | Stanley BRM                                                        | BRM P201B                             | BRM P200 3.0 V12          | G    | 14  | Ian Ashley               | 1                |
| Shadow-Ford        | Shadow Racing Team                                                 | Shadow DN5B Shadow DN8                | Ford Cosworth DFV 3.0 V8  | G    | 16  | Tom Pryce                | Sve              |
| Shadow-Ford        | Shadow Racing Team                                                 | Shadow DN5B Shadow DN8                | Ford Cosworth DFV 3.0 V8  | G    | 17  | Jean-Pierre Jarier       | Sve              |
| Shadow-Ford        | Team P R Reilly                                                    | Shadow DN3                            | Ford Cosworth DFV 3.0 V8  | G    | 40  | Mike Wilds               | 9                |
| Surtees-Ford       | Team Surtees Durex Team Surtees                                    | Surtees TS19                          | Ford Cosworth DFV 3.0 V8  | G    | 18  | Brett Lunger             | 2–5, 7–11, 13–15 |
| Surtees-Ford       | Team Surtees Durex Team Surtees                                    | Surtees TS19                          | Ford Cosworth DFV 3.0 V8  | G    | 18  | Conny Andersson          | 12               |
| Surtees-Ford       | Team Surtees Durex Team Surtees                                    | Surtees TS19                          | Ford Cosworth DFV 3.0 V8  | G    | 18  | Noritake Takahara        | 16               |
| Surtees-Ford       | Team Surtees Durex Team Surtees                                    | Surtees TS19                          | Ford Cosworth DFV 3.0 V8  | G    | 19  | Alan Jones               | 3–16             |
| Surtees-Ford       | Shellsport / Whiting                                               | Surtees TS16                          | Ford Cosworth DFV 3.0 V8  | G    | 13  | Divina Galica            | 9                |
| Surtees-Ford       | Team Norev / B&S Fabrications                                      | Surtees TS19                          | Ford Cosworth DFV 3.0 V8  | G    | 38  | Henri Pescarolo          | 6, 8–15          |
| Wolf-Williams-Ford | Walter Wolf Racing Frank Williams Racing Cars                      | Wolf-Williams FW04 Wolf-Williams FW05 | Ford Cosworth DFV 3.0 V8  | G    | 20  | Jacky Ickx               | 1–6, 8–9         |
| Wolf-Williams-Ford | Walter Wolf Racing Frank Williams Racing Cars                      | Wolf-Williams FW04 Wolf-Williams FW05 | Ford Cosworth DFV 3.0 V8  | G    | 20  | Arturo Merzario          | 10–16            |
| Wolf-Williams-Ford | Walter Wolf Racing Frank Williams Racing Cars                      | Wolf-Williams FW04 Wolf-Williams FW05 | Ford Cosworth DFV 3.0 V8  | G    | 21  | Renzo Zorzi              | 1                |
| Wolf-Williams-Ford | Walter Wolf Racing Frank Williams Racing Cars                      | Wolf-Williams FW04 Wolf-Williams FW05 | Ford Cosworth DFV 3.0 V8  | G    | 21  | Michel Leclère           | 2–8              |
| Wolf-Williams-Ford | Walter Wolf Racing Frank Williams Racing Cars                      | Wolf-Williams FW04 Wolf-Williams FW05 | Ford Cosworth DFV 3.0 V8  | G    | 21  | Chris Amon               | 14               |
| Wolf-Williams-Ford | Walter Wolf Racing Frank Williams Racing Cars                      | Wolf-Williams FW04 Wolf-Williams FW05 | Ford Cosworth DFV 3.0 V8  | G    | 21  | Warwick Brown            | 15               |
| Wolf-Williams-Ford | Walter Wolf Racing Frank Williams Racing Cars                      | Wolf-Williams FW04 Wolf-Williams FW05 | Ford Cosworth DFV 3.0 V8  | G    | 21  | Hans Binder              | 16               |
| Wolf-Williams-Ford | Walter Wolf Racing Frank Williams Racing Cars                      | Wolf-Williams FW04 Wolf-Williams FW05 | Ford Cosworth DFV 3.0 V8  | G    | 21  | Masami Kuwashima         | 16               |
| Ensign-Ford        | Team Ensign                                                        | Ensign N174 Ensign N176               | Ford Cosworth DFV 3.0 V8  | G    | 22  | Chris Amon               | 2–7, 9–10        |
| Ensign-Ford        | Team Ensign                                                        | Ensign N174 Ensign N176               | Ford Cosworth DFV 3.0 V8  | G    | 22  | Patrick Nève             | 8                |
| Ensign-Ford        | Team Ensign                                                        | Ensign N174 Ensign N176               | Ford Cosworth DFV 3.0 V8  | G    | 22  | Hans Binder              | 11               |
| Ensign-Ford        | Team Ensign                                                        | Ensign N174 Ensign N176               | Ford Cosworth DFV 3.0 V8  | G    | 22  | Jacky Ickx               | 12–15            |
| Hesketh-Ford       | Hesketh Racing Penthouse Rizla Racing with Hesketh                 | Hesketh 308D                          | Ford Cosworth DFV 3.0 V8  | G    | 24  | Harald Ertl              | 2–16             |
| Hesketh-Ford       | Hesketh Racing Penthouse Rizla Racing with Hesketh                 | Hesketh 308D                          | Ford Cosworth DFV 3.0 V8  | G    | 25  | Guy Edwards              | 5, 8–10, 13–14   |
| Hesketh-Ford       | Hesketh Racing Penthouse Rizla Racing with Hesketh                 | Hesketh 308D                          | Ford Cosworth DFV 3.0 V8  | G    | 25  | Rolf Stommelen           | 12               |
| Hesketh-Ford       | Hesketh Racing Penthouse Rizla Racing with Hesketh                 | Hesketh 308D                          | Ford Cosworth DFV 3.0 V8  | G    | 25  | Alex Ribeiro             | 15               |
| Williams-Ford      | Mapfre-Williams                                                    | Williams FW04                         | Ford Cosworth DFV 3.0 V8  | G    | 25  | Emilio Zapico            | 4                |
| Ligier-Matra       | Ligier Gitanes                                                     | Ligier JS5                            | Matra MS73 3.0 V12        | G    | 26  | Jacques Laffite          | Sve              |
| Parnelli-Ford      | Vel's Parnelli Jones Racing                                        | Parnelli VPJ4B                        | Ford Cosworth DFV 3.0 V8  | G    | 27  | Mario Andretti           | 2–3              |
| Penske-Ford        | Citibank Team Penske                                               | Penske PC3 Penske PC4                 | Ford Cosworth DFV 3.0 V8  | G    | 28  | John Watson              | Sve              |
| Penske-Ford        | F&S Properties                                                     | Penske PC3                            | Ford Cosworth DFV 3.0 V8  | G    | 39  | Boy Hayje                | 12               |
| Fittipaldi-Ford    | Copersucar-Fittipaldi                                              | Fittipaldi FD03 Fittipaldi FD04       | Ford Cosworth DFV 3.0 V8  | G    | 30  | Emerson Fittipaldi       | Sve              |
| Fittipaldi-Ford    | Copersucar-Fittipaldi                                              | Fittipaldi FD03 Fittipaldi FD04       | Ford Cosworth DFV 3.0 V8  | G    | 31  | Ingo Hoffmann            | 1, 3–4, 8        |
| Boro-Ford          | HB Bewaking Alarm Systems                                          | Boro 001                              | Ford Cosworth DFV 3.0 V8  | G    | 37  | Larry Perkins            | 4–7, 12–13       |
| Boro-Ford          | HB Bewaking Alarm Systems                                          | Boro 001                              | Ford Cosworth DFV 3.0 V8  | G    | 40  | Larry Perkins            | 4–7, 12–13       |
| Kojima-Ford        | Kojima Engineering                                                 | Kojima KE007                          | Ford Cosworth DFV 3.0 V8  | D    | 51  | Masahiro Hasemi          | 16               |
| Maki-Ford          | Maki Engineering                                                   | Maki F102A                            | Ford Cosworth DFV 3.0 V8  | G    | 54  | Tony Trimmer             | 16               |

## Kalendar
| Rd | Datum         | Velika nagrada   | Staza          | Prvo startno mjesto | Pobjednik vozač | Pobjednik konstruktor |
| -- | ------------- | ---------------- | -------------- | ------------------- | --------------- | --------------------- |
| 1  | 25. siječnja  | Brazil           | Interlagos     | James Hunt          | Niki Lauda      | Ferrari               |
| 2  | 6. ožujka     | Južna Afrika     | Kyalami        | James Hunt          | Niki Lauda      | Ferrari               |
| 3  | 28. ožujka    | VN SAD - Zapad   | Long Beach     | Clay Regazzoni      | Clay Regazzoni  | Ferrari               |
| 4  | 2. svibnja    | Španjolska       | Jarama         | James Hunt          | James Hunt      | McLaren-Ford          |
| 5  | 16. svibnja   | Belgija          | Zolder         | Niki Lauda          | Niki Lauda      | Ferrari               |
| 6  | 30. svibnja   | Monako           | Monaco         | Niki Lauda          | Niki Lauda      | Ferrari               |
| 7  | 13. lipnja    | Švedska          | Anderstorp     | Jody Scheckter      | Jody Scheckter  | Tyrrell-Ford          |
| 8  | 4. srpnja     | Francuska        | Le Castellet   | James Hunt          | James Hunt      | McLaren-Ford          |
| 9  | 18. srpnja    | Velika Britanija | Brands Hatch   | Niki Lauda          | Niki Lauda      | Ferrari               |
| 10 | 1. kolovoza   | Njemačka         | Nürburgring    | James Hunt          | James Hunt      | McLaren-Ford          |
| 11 | 15. kolovoza  | Austrija         | Österreichring | James Hunt          | John Watson     | Penske-Ford           |
| 12 | 29. kolovoza  | Nizozemska       | Zandvoort      | Ronnie Peterson     | James Hunt      | McLaren-Ford          |
| 13 | 12. rujna     | Italija          | Monza          | Jacques Laffite     | Ronnie Peterson | March-Ford            |
| 14 | 3. listopada  | Kanada           | Mosport Park   | James Hunt          | James Hunt      | McLaren-Ford          |
| 15 | 10. listopada | VN SAD - Istok   | Watkins Glen   | James Hunt          | James Hunt      | McLaren-Ford          |
| 16 | 24. listopada | Japan            | Fuji           | Mario Andretti      | Mario Andretti  | Lotus-Ford            |

## Sistem bodovanja
Sistem bodovanja u Formuli 1
| Mjesto | 1. | 2. | 3. | 4. | 5. | 6. |
| Bodovi | 9  | 6  | 4  | 3  | 2  | 1  |

- Samo 7 najboljih rezultata u prvih 8 utrka i 7 najboljih rezultata u posljednjih 8 utrka su se računali za prvenstvo vozača.
- Samo 7 najboljih rezultata u prvih 8 utrka i 7 najboljih rezultata u posljednjih 8 utrka su se računali za prvenstvo konstruktora.
- Ako je više bolida jednog konstruktora završilo utrku u bodovima, samo najbolje plasirani bolid osvajao je konstruktorske bodove.

## Rezultati utrka
| Poz. | Br. | Vozač              | Konstruktor  | Vrijeme            | Grid | Bodovi |
| ---- | --- | ------------------ | ------------ | ------------------ | ---- | ------ |
| 1.   | 1   | Niki Lauda         | Ferrari      | 1 h 45 min 16,78 s | 2.   | 9      |
| 2.   | 4   | Patrick Depailler  | Tyrrell-Ford | + 18,47 s          | 9.   | 6      |
| 3.   | 16  | Tom Pryce          | Shadow-Ford  | + 23,84 s          | 12.  | 4      |
| 4.   | 34  | Hans-Joachim Stuck | March-Ford   | + 1 min 28,17 s    | 14.  | 3      |
| 5.   | 3   | } Jody Scheckter   | Tyrrell-Ford | + 1 min 56,46 s    | 13.  | 2      |
| 6.   | 12  | Jochen Mass        | McLaren-Ford | + 1 min 58,27 s    | 6.   | 1      |

| Poz. | Br. | Vozač            | Konstruktor   | Vrijeme           | Grid | Bodovi |
| ---- | --- | ---------------- | ------------- | ----------------- | ---- | ------ |
| 1.   | 1   | Niki Lauda       | Ferrari       | 1 h 42 min 18,4 s | 2.   | 9      |
| 2.   | 11  | James Hunt       | McLaren-Ford  | + 1,3 s           | 1.   | 6      |
| 3.   | 12  | Jochen Mass      | McLaren-Ford  | + 45,9 s          | 4.   | 4      |
| 4.   | 3   | } Jody Scheckter | Tyrrell-Ford  | + 1 min 8,4 s     | 12.  | 3      |
| 5.   | 28  | John Watson      | Penske-Ford   | + 1 krug          | 3.   | 2      |
| 6.   | 27  | Mario Andretti   | Parnelli-Ford | + 1 krug          | 13.  | 1      |

| Poz. | Br. | Vozač              | Konstruktor     | Vrijeme             | Grid | Bodovi |
| ---- | --- | ------------------ | --------------- | ------------------- | ---- | ------ |
| 1.   | 2   | Clay Regazzoni     | Ferrari         | 1 h 53 min 18,471 s | 1.   | 9      |
| 2.   | 1   | Niki Lauda         | Ferrari         | + 42,414 s          | 4.   | 6      |
| 3.   | 4   | Patrick Depailler  | Tyrrell-Ford    | + 49,497 s          | 2.   | 4      |
| 4.   | 26  | Jacques Laffite    | Ligier-Matra    | + 1 min 12,828 s    | 12.  | 3      |
| 5.   | 12  | Jochen Mass        | McLaren-Ford    | + 1 min 22,292 s    | 14.  | 2      |
| 6.   | 30  | Emerson Fittipaldi | Fittipaldi-Ford | + 1 krug            | 16.  | 1      |

| Poz. | Br. | Vozač            | Konstruktor        | Vrijeme            | Grid | Bodovi |
| ---- | --- | ---------------- | ------------------ | ------------------ | ---- | ------ |
| 1.   | 11  | James Hunt       | McLaren-Ford       | 1 h 42 min 20,43 s | 1.   | 9      |
| 2.   | 1   | Niki Lauda       | Ferrari            | + 30,97 s          | 2.   | 6      |
| 3.   | 6   | Gunnar Nilsson   | Lotus-Ford         | + 48,02 s          | 7.   | 4      |
| 4.   | 7   | Carlos Reutemann | Brabham-Alfa Romeo | + 1 krug           | 12.  | 3      |
| 5.   | 22  | Chris Amon       | Ensign-Ford        | + 1 krug           | 10.  | 2      |
| 6.   | 8   | Carlos Pace      | Brabham-Alfa Romeo | + 1 krug           | 11.  | 1      |

| Poz. | Br. | Vozač            | Konstruktor  | Vrijeme            | Grid | Bodovi |
| ---- | --- | ---------------- | ------------ | ------------------ | ---- | ------ |
| 1.   | 1   | Niki Lauda       | Ferrari      | 1 h 42 min 53,23 s | 1.   | 9      |
| 2.   | 2   | Clay Regazzoni   | Ferrari      | + 3,46 s           | 2.   | 6      |
| 3.   | 26  | Jacques Laffite  | Ligier-Matra | + 35,38 s          | 6.   | 4      |
| 4.   | 3   | } Jody Scheckter | Tyrrell-Ford | + 1 min 31,08 s    | 7.   | 3      |
| 5.   | 19  | Alan Jones       | Surtees-Ford | + 1 krug           | 16.  | 2      |
| 6.   | 12  | Jochen Mass      | McLaren-Ford | + 1 krug           | 18.  | 1      |

| Poz. | Br. | Vozač              | Konstruktor     | Vrijeme            | Grid | Bodovi |
| ---- | --- | ------------------ | --------------- | ------------------ | ---- | ------ |
| 1.   | 1   | Niki Lauda         | Ferrari         | 1 h 59 min 51,47 s | 1.   | 9      |
| 2.   | 3   | } Jody Scheckter   | Tyrrell-Ford    | + 11,13 s          | 5.   | 6      |
| 3.   | 4   | Patrick Depailler  | Tyrrell-Ford    | + 1 min 4,84 s     | 4.   | 4      |
| 4.   | 34  | Hans-Joachim Stuck | March-Ford      | + 1 krug           | 6.   | 3      |
| 5.   | 12  | Jochen Mass        | McLaren-Ford    | + 1 krug           | 11.  | 2      |
| 6.   | 30  | Emerson Fittipaldi | Fittipaldi-Ford | + 1 krug           | 7.   | 1      |

| Poz. | Br. | Vozač             | Konstruktor  | Vrijeme             | Grid | Bodovi |
| ---- | --- | ----------------- | ------------ | ------------------- | ---- | ------ |
| 1.   | 3   | } Jody Scheckter  | Tyrrell-Ford | 1 h 46 min 53,729 s | 1.   | 9      |
| 2.   | 4   | Patrick Depailler | Tyrrell-Ford | + 19,766 s          | 4.   | 6      |
| 3.   | 1   | Niki Lauda        | Ferrari      | + 33,866 s          | 5.   | 4      |
| 4.   | 26  | Jacques Laffite   | Ligier-Matra | + 55,819 s          | 7.   | 3      |
| 5.   | 11  | James Hunt        | McLaren-Ford | + 59,483 s          | 8.   | 2      |
| 6.   | 2   | Clay Regazzoni    | Ferrari      | + 1 min 0,366 s     | 11.  | 1      |

| Poz. | Br. | Vozač             | Konstruktor        | Vrijeme            | Grid | Bodovi |
| ---- | --- | ----------------- | ------------------ | ------------------ | ---- | ------ |
| 1.   | 11  | James Hunt        | McLaren-Ford       | 1 h 40 min 58,60 s | 1.   | 9      |
| 2.   | 4   | Patrick Depailler | Tyrrell-Ford       | + 12,70 s          | 3.   | 6      |
| 3.   | 28  | John Watson       | Penske-Ford        | + 23,55 s          | 8.   | 4      |
| 4.   | 8   | Carlos Pace       | Brabham-Alfa Romeo | + 24,82 s          | 5.   | 3      |
| 5.   | 5   | Mario Andretti    | Lotus-Ford         | + 43,92 s          | 7.   | 2      |
| 6.   | 3   | } Jody Scheckter  | Tyrrell-Ford       | + 55,07 s          | 9.   | 1      |

| Poz. | Br. | Vozač              | Konstruktor     | Vrijeme            | Grid | Bodovi |
| ---- | --- | ------------------ | --------------- | ------------------ | ---- | ------ |
| 1.   | 1   | Niki Lauda         | Ferrari         | 1 h 44 min 19,66 s | 2.   | 9      |
| 2.   | 3   | } Jody Scheckter   | Tyrrell-Ford    | + 16,18 s          | 8.   | 6      |
| 3.   | 28  | John Watson        | Penske-Ford     | + 1 krug           | 11.  | 4      |
| 4.   | 16  | Tom Pryce          | Shadow-Ford     | + 1 krug           | 20.  | 3      |
| 5.   | 19  | Alan Jones         | Surtees-Ford    | + 1 krug           | 19.  | 2      |
| 6.   | 30  | Emerson Fittipaldi | Fittipaldi-Ford | + 2 kruga          | 21.  | 1      |

| Poz. | Br. | Vozač            | Konstruktor        | Vrijeme           | Grid | Bodovi |
| ---- | --- | ---------------- | ------------------ | ----------------- | ---- | ------ |
| 1.   | 11  | James Hunt       | McLaren-Ford       | 1 h 41 min 42,7 s | 1.   | 9      |
| 2.   | 3   | } Jody Scheckter | Tyrrell-Ford       | + 27,7 s          | 8.   | 6      |
| 3.   | 12  | Jochen Mass      | McLaren-Ford       | + 52,4 s          | 9.   | 4      |
| 4.   | 8   | Carlos Pace      | Brabham-Alfa Romeo | + 54,2 s          | 7.   | 3      |
| 5.   | 6   | Gunnar Nilsson   | Lotus-Ford         | + 1 min 57,3 s    | 16.  | 2      |
| 6.   | 77  | Rolf Stommelen   | Brabham-Alfa Romeo | + 2 min 30,3 s    | 15.  | 1      |

| Poz. | Br. | Vozač           | Konstruktor  | Vrijeme           | Grid | Bodovi |
| ---- | --- | --------------- | ------------ | ----------------- | ---- | ------ |
| 1.   | 28  | John Watson     | Penske-Ford  | 1 h 30 min 7,86 s | 2.   | 9      |
| 2.   | 26  | Jacques Laffite | Ligier-Matra | + 10,79 s         | 5.   | 6      |
| 3.   | 6   | Gunnar Nilsson  | Lotus-Ford   | + 11,98 s         | 4.   | 4      |
| 4.   | 11  | James Hunt      | McLaren-Ford | + 12,44 s         | 1.   | 3      |
| 5.   | 5   | Mario Andretti  | Lotus-Ford   | + 21,49 s         | 9.   | 2      |
| 6.   | 10  | Ronnie Peterson | March-Ford   | + 34,34 s         | 3.   | 1      |

| Poz. | Br. | Vozač              | Konstruktor  | Vrijeme            | Grid | Bodovi |
| ---- | --- | ------------------ | ------------ | ------------------ | ---- | ------ |
| 1.   | 11  | James Hunt         | McLaren-Ford | 1 h 44 min 59,09 s | 2.   | 9      |
| 2.   | 2   | Clay Regazzoni     | Ferrari      | + 0,92 s           | 5.   | 6      |
| 3.   | 5   | Mario Andretti     | Lotus-Ford   | + 2,09 s           | 6.   | 4      |
| 4.   | 16  | Tom Pryce          | Shadow-Ford  | + 6,94 s           | 3.   | 3      |
| 5.   | 3   | } Jody Scheckter   | Tyrrell-Ford | + 22,46 s          | 8.   | 2      |
| 6.   | 9   | Vittorio Brambilla | March-Ford   | + 45,03 s          | 7.   | 1      |

| Poz. | Br. | Vozač             | Konstruktor  | Vrijeme           | Grid | Bodovi |
| ---- | --- | ----------------- | ------------ | ----------------- | ---- | ------ |
| 1.   | 10  | Ronnie Peterson   | March-Ford   | 1 h 30 min 35,6 s | 8.   | 9      |
| 2.   | 2   | Clay Regazzoni    | Ferrari      | + 2,3 s           | 9.   | 6      |
| 3.   | 26  | Jacques Laffite   | Ligier-Matra | + 3,0 s           | 1.   | 4      |
| 4.   | 1   | Niki Lauda        | Ferrari      | + 19,4 s          | 5.   | 3      |
| 5.   | 3   | } Jody Scheckter  | Tyrrell-Ford | + 19,5 s          | 2.   | 2      |
| 6.   | 4   | Patrick Depailler | Tyrrell-Ford | + 35,7 s          | 4.   | 1      |

| Poz. | Br. | Vozač             | Konstruktor  | Vrijeme            | Grid | Bodovi |
| ---- | --- | ----------------- | ------------ | ------------------ | ---- | ------ |
| 1.   | 11  | James Hunt        | McLaren-Ford | 1 h 40 min 9,626 s | 1.   | 9      |
| 2.   | 4   | Patrick Depailler | Tyrrell-Ford | + 6,331 s          | 4.   | 6      |
| 3.   | 5   | Mario Andretti    | Lotus-Ford   | + 10,366 s         | 5.   | 4      |
| 4.   | 3   | } Jody Scheckter  | Tyrrell-Ford | + 19,745 s         | 7.   | 3      |
| 5.   | 12  | Jochen Mass       | McLaren-Ford | + 41,811 s         | 11.  | 2      |
| 6.   | 2   | Clay Regazzoni    | Ferrari      | + 46,256 s         | 12.  | 1      |

| Poz. | Br. | Vozač              | Konstruktor  | Vrijeme             | Grid | Bodovi |
| ---- | --- | ------------------ | ------------ | ------------------- | ---- | ------ |
| 1.   | 11  | James Hunt         | McLaren-Ford | 1 h 42 min 40,741 s | 1.   | 9      |
| 2.   | 3   | } Jody Scheckter   | Tyrrell-Ford | + 8,030 s           | 2.   | 6      |
| 3.   | 1   | Niki Lauda         | Ferrari      | + 1 min 2,324 s     | 5.   | 4      |
| 4.   | 12  | Jochen Mass        | McLaren-Ford | + 1 min 2,458 s     | 17.  | 3      |
| 5.   | 34  | Hans-Joachim Stuck | March-Ford   | + 1 min 7,978 s     | 6.   | 2      |
| 6.   | 28  | John Watson        | Penske-Ford  | + 1 min 8,190 s     | 8.   | 1      |

| Poz. | Br. | Vozač             | Konstruktor  | Vrijeme            | Grid | Bodovi |
| ---- | --- | ----------------- | ------------ | ------------------ | ---- | ------ |
| 1.   | 5   | Mario Andretti    | Lotus-Ford   | 1 h 43 min 58,86 s | 1.   | 9      |
| 2.   | 4   | Patrick Depailler | Tyrrell-Ford | + 1 krug           | 13.  | 6      |
| 3.   | 11  | James Hunt        | McLaren-Ford | + 1 krug           | 2.   | 4      |
| 4.   | 19  | Alan Jones        | Surtees-Ford | + 1 krug           | 20.  | 3      |
| 5.   | 2   | Clay Regazzoni    | Ferrari      | + 1 krug           | 7.   | 2      |
| 6.   | 6   | Gunnar Nilsson    | Lotus-Ford   | + 1 krug           | 16.  | 1      |

## Poredak

### Vozači
| Mjesto | Vozač              | Bodovi |   |   |   |   |   |   |   |   |   |   |   |   |   |   |   |   |
| ------ | ------------------ | ------ | - | - | - | - | - | - | - | - | - | - | - | - | - | - | - | - |
| 1.     | James Hunt         | 69     | – | 6 | – | 9 | – | – | 2 | 9 | – | 9 | 3 | 9 | – | 9 | 9 | 4 |
| 2.     | Niki Lauda         | 68     | 9 | 9 | 6 | 6 | 9 | 9 | 4 | – | 9 | – |   |   | 3 | – | 4 | – |
| 3.     | Jody Scheckter     | 49     | 2 | 3 | – | – | 3 | 6 | 9 | 1 | 6 | 6 | – | 2 | 2 | 3 | 6 | – |
| 4.     | Patrick Depailler  | 39     | 6 | – | 4 | – | – | 4 | 6 | 6 | – | – | – | – | 1 | 6 | – | 6 |
| 5.     | Clay Regazzoni     | 31     | – | – | 9 | – | 6 | – | 1 | – | – | – |   | 6 | 6 | 1 | – | 2 |
| 6.     | Mario Andretti     | 22     | – | 1 | – | – | – |   | – | 2 | – | – | 2 | 4 | – | 4 | – | 9 |
| 7.     | John Watson        | 20     | – | 2 | – | – | – | – | – | 4 | 4 | – | 9 | – | – | – | 1 | – |
| 8.     | Jacques Laffite    | 20     | – | – | 3 | – | 4 | – | 3 | – | – | – | 6 | – | 4 | – | – | – |
| 9.     | Jochen Mass        | 19     | 1 | 4 | 2 | – | 1 | 2 | – | – | – | 4 | – | – | – | 2 | 3 | – |
| 10.    | Gunnar Nilsson     | 11     |   | – | – | 4 | – | – | – | – | – | 2 | 4 | – | – | – | – | 1 |
| 11.    | Ronnie Peterson    | 10     | – | – | – | – | – | – | – | – | – | – | 1 | – | 9 | – | – | – |
| 12.    | Tom Pryce          | 10     | 4 | – | – | – | – | – | – | – | 3 | – | – | 3 | – | – | – | – |
| 13.    | Hans-Joachim Stuck | 8      | 3 | – | – | – | – | 3 | – | – | – | – | – | – | – | – | 2 | – |
| 14.    | Carlos Pace        | 7      | – | – | – | 1 | – | – | – | 3 | – | 3 | – | – | – | – | – | – |
| 15.    | Alan Jones         | 7      |   |   | – | – | 2 | – | – | – | 2 | – | – | – | – | – | – | 3 |
| 16.    | Carlos Reutemann   | 3      | – | – | – | 3 | – | – | – | – | – | – | – | – | – |   |   |   |
| 17.    | Emerson Fittipaldi | 3      | – | – | 1 | – | – | 1 | – | – | 1 | – | – | – | – | – | – | – |
| 18.    | Chris Amon         | 2      |   | – | – | 2 | – | – | – |   | – | – |   |   |   |   |   |   |
| 19.    | Vittorio Brambilla | 1      | – | – | – | – | – | – | – | – | – | – | – | 1 | – | – | – | – |
| 20.    | Rolf Stommelen     | 1      |   |   |   |   |   |   |   |   |   | 1 |   | – | – |   |   |   |
| Mjesto | Vozač              | Bodovi |   |   |   |   |   |   |   |   |   |   |   |   |   |   |   |   |

| Boja | Značenje                                                                 |
| ---- | ------------------------------------------------------------------------ |
| 5    | Osvojeni bodovi koji su se računali za prvenstvo vozača / konstruktora   |
| 5    | Osvojeni bodovi koji se nisu računali za prvenstvo vozača / konstruktora |
| –    | Vozač / konstruktor nije osvojio bodove u utrci                          |
|      | Vozač / konstruktor nije nastupao na utrci                               |

### Konstruktori
| Mjesto | Konstruktor        | Bodovi |   |   |   |   |   |   |   |   |   |   |   |   |   |   |   |   |
| ------ | ------------------ | ------ | - | - | - | - | - | - | - | - | - | - | - | - | - | - | - | - |
| 1.     | Ferrari            | 83     | 9 | 9 | 9 | 6 | 9 | 9 | 4 | – | 9 | – |   | 6 | 6 | 1 | 4 | 2 |
| 2.     | McLaren-Ford       | 74     | 1 | 6 | 2 | 9 | 1 | 2 | 2 | 9 | – | 9 | 3 | 9 | – | 9 | 9 | 4 |
| 3.     | Tyrrell-Ford       | 71     | 6 | 3 | 4 | – | 3 | 6 | 9 | 6 | 6 | 6 | – | 2 | 2 | 6 | 6 | 6 |
| 4.     | Lotus-Ford         | 29     | – | – | – | 4 | – | – | – | 2 | – | 2 | 4 | 4 | – | 4 | – | 9 |
| 5.     | Penske-Ford        | 20     | – | 2 | – | – | – | – | – | 4 | 4 | – | 9 | – | – | – | 1 | – |
| 6.     | Ligier-Matra       | 20     | – | – | 3 | – | 4 | – | 3 | – | – | – | 6 | – | 4 | – | – | – |
| 7.     | March-Ford         | 19     | 3 | – | – | – | – | 3 | – | – | – | – | 1 | 1 | 9 | – | 2 | – |
| 8.     | Shadow-Ford        | 10     | 4 | – | – | – | – | – | – | – | 3 | – | – | 3 | – | – | – | – |
| 9.     | Brabham-Alfa Romeo | 9      | – | – | – | 3 | – | – | – | 3 | – | 3 | – | – | – | – | – | – |
| 10.    | Surtees-Ford       | 7      |   | – | – | – | 2 | – | – | – | 2 | – | – | – | – | – | – | 3 |
| 11.    | Fittipaldi-Ford    | 3      | – | – | 1 | – | – | 1 | – | – | 1 | – | – | – | – | – | – | – |
| 12.    | Ensign-Ford        | 2      |   | – | – | 2 | – | – | – | – | – | – | – | – | – | – | – | – |
| 13.    | Parnelli-Ford      | 1      |   | 1 | – |   |   |   |   |   |   |   |   |   |   |   |   |   |
| Mjesto | Konstruktor        | Bodovi |   |   |   |   |   |   |   |   |   |   |   |   |   |   |   |   |

## Statistike
| Vozač              | Postolja  | Postolja  | Postolja  | Prvo startno mjesto | Najbrži krug | Krugovi u vodstvu |
| Vozač              | 1. mjesto | 2. mjesto | 3. mjesto | Prvo startno mjesto | Najbrži krug | Krugovi u vodstvu |
| ------------------ | --------- | --------- | --------- | ------------------- | ------------ | ----------------- |
| James Hunt         | 6         | 1         | 1         | 8                   | 2            | 351               |
| Niki Lauda         | 5         | 2         | 2         | 3                   | 4            | 341               |
| } Jody Scheckter   | 1         | 4         | -         | 1                   | 1            | 79                |
| Clay Regazzoni     | 1         | 3         | -         | 1                   | 3            | 88                |
| Mario Andretti     | 1         | -         | 2         | 1                   | 1            | 55                |
| John Watson        | 1         | -         | 2         | -                   | -            | 45                |
| Ronnie Peterson    | 1         | -         | -         | 1                   | 1            | 69                |
| Patrick Depailler  | -         | 5         | 2         | -                   | 1            | 2                 |
| Jacques Laffite    | -         | 1         | 2         | 1                   | 1            | -                 |
| Jochen Mass        | -         | -         | 2         | -                   | 1            | -                 |
| Gunnar Nilsson     | -         | -         | 2         | -                   | -            | -                 |
| Tom Pryce          | -         | -         | 1         | -                   | -            | -                 |
| Jean-Pierre Jarier | -         | -         | -         | -                   | 1            | -                 |

| Konstruktor  | Postolja  | Postolja  | Postolja  | Prvo startno mjesto | Najbrži krug | Krugovi u vodstvu |
| Konstruktor  | 1. mjesto | 2. mjesto | 3. mjesto | Prvo startno mjesto | Najbrži krug | Krugovi u vodstvu |
| ------------ | --------- | --------- | --------- | ------------------- | ------------ | ----------------- |
| Ferrari      | 6         | 5         | 2         | 4                   | 7            | 429               |
| McLaren-Ford | 6         | 1         | 3         | 8                   | 3            | 351               |
| Tyrrell-Ford | 1         | 9         | 2         | 1                   | 2            | 81                |
| Lotus-Ford   | 1         | -         | 4         | 1                   | 1            | 55                |
| Penske-Ford  | 1         | -         | 2         | -                   | -            | 45                |
| March-Ford   | 1         | -         | -         | 1                   | 1            | 69                |
| Ligier-Matra | -         | 1         | 2         | 1                   | 1            | -                 |
| Shadow-Ford  | -         | -         | 1         | -                   | 1            | -                 |

### Vodeći vozač i konstruktor u prvenstvu
U rubrici bodovi, prikazana je bodovna prednost vodećeg vozača / konstruktora ispred drugoplasiranog, dok je žutom bojom označena utrka na kojoj je vozač / konstruktor osvojio naslov prvaka.
| Utrka               | Vozač      | Bodovi |
| ------------------- | ---------- | ------ |
| VN Brazila          | Niki Lauda | 3      |
| VN Južne Afrike     | Niki Lauda | 12     |
| VN SAD - Zapad      | Niki Lauda | 14     |
| VN Španjolske       | Niki Lauda | 15     |
| VN Belgije          | Niki Lauda | 24     |
| VN Monaka           | Niki Lauda | 33     |
| VN Švedske          | Niki Lauda | 29     |
| VN Francuske        | Niki Lauda | 26     |
| VN Velike Britanije | Niki Lauda | 31     |
| VN Njemačke         | Niki Lauda | 25     |
| VN Austrije         | Niki Lauda | 23     |
| VN Nizozemske       | Niki Lauda | 14     |
| VN Italije          | Niki Lauda | 17     |
| VN Kanade           | Niki Lauda | 8      |
| VN SAD - Istok      | Niki Lauda | 3      |
| VN Japana           | James Hunt | 1      |

| Utrka               | Konstruktor | Bodovi |
| ------------------- | ----------- | ------ |
| VN Brazila          | Ferrari     | 3      |
| VN Južne Afrike     | Ferrari     | 9      |
| VN SAD - Zapad      | Ferrari     | 14     |
| VN Španjolske       | Ferrari     | 25     |
| VN Belgije          | Ferrari     | 23     |
| VN Monaka           | Ferrari     | 29     |
| VN Švedske          | Ferrari     | 24     |
| VN Francuske        | Ferrari     | 18     |
| VN Velike Britanije | Ferrari     | 21     |
| VN Njemačke         | Ferrari     | 15     |
| VN Austrije         | Ferrari     | 15     |
| VN Nizozemske       | Ferrari     | 18     |
| VN Italije          | Ferrari     | 23     |
| VN Kanade           | Ferrari     | 16     |
| VN SAD - Istok      | Ferrari     | 11     |
| VN Japana           | Ferrari     | 9      |